# 物業管理業監管局
物業管理業監管局（英語：Property Management Services Authority）是根據香港法例第626章《物業管理服務條例》成立的法定機構，其功能主要是透過發牌以監管物業管理業，確保行業的正當性，以及提升物業管理業的地位和專業性。

## 外部連結
- 物業管理業監管局網站 （页面存档备份，存于）